# Joaquim Salvat (Fußballspieler)
Joaquim „Quim“ Salvat Besora (* 18. Dezember 1980 in La Selva del Camp, Spanien) ist ein ehemaliger andorranischer Fußballspieler.

## Nationalmannschaft
Bei der Qualifikation zur EM 2012 wurde Salvat im Jahr 2011 einmal eingewechselt. Dies war auch sein einziges Spiel für die A-Nationalmannschaft.